# Metolius
Metolius es una ciudad ubicada en el condado de Jefferson en el estado estadounidense de Oregón. En el año 2000 tenía una población de 635 habitantes y una densidad poblacional de 598 personas por km².

## Geografía
Metolius se encuentra ubicada en las coordenadas 44°35′13″N 121°10′37″O / 44.58694, -121.17694.

## Demografía
Según la Oficina del Censo en 2000 los ingresos medios por hogar en la localidad eran de $32,375, y los ingresos medios por familia eran $34,028. Los hombres tenían unos ingresos medios de $30,893 frente a los $21,607 para las mujeres. La renta per cápita para la localidad era de $11,963. Alrededor del 16.6% de la población estaban por debajo del umbral de pobreza.